# Douglas A-1 Skyraider
Douglas A-1 (pierwotnie AD) Skyraider – amerykański pokładowy samolot szturmowy, w służbie od 1946 do lat 70., produkowany także w wersjach specjalistycznych, głównie wczesnego ostrzegania i walki radioelektronicznej. Zbudowano 3180 samolotów.

## Historia
Historię Skyraidera rozpoczął ogłoszony pod koniec II wojny światowej przez lotnictwo amerykańskiej marynarki wojennej (US Navy), konkurs na jednosilnikowy samolot nowej, uniwersalnej klasy: samolot torpedowy – bombowiec nurkujący, oznaczonej BT (bomber-torpedo). W firmie Douglas Aircraft Company zaprojektowano wówczas samolot XBTD-1. W konkursie zwyciężyły dwie konstrukcje: XBTD-1 Douglasa i Martin XBTM-1, wyprodukowany następnie w niewielkiej serii jako Martin AM-1 Mauler. Lotnictwo marynarki zamówiło początkowo 623 samoloty Douglasa pod oznaczeniem BTD-1, po czym w lipcu 1944 ostatecznie z nich zrezygnowało.

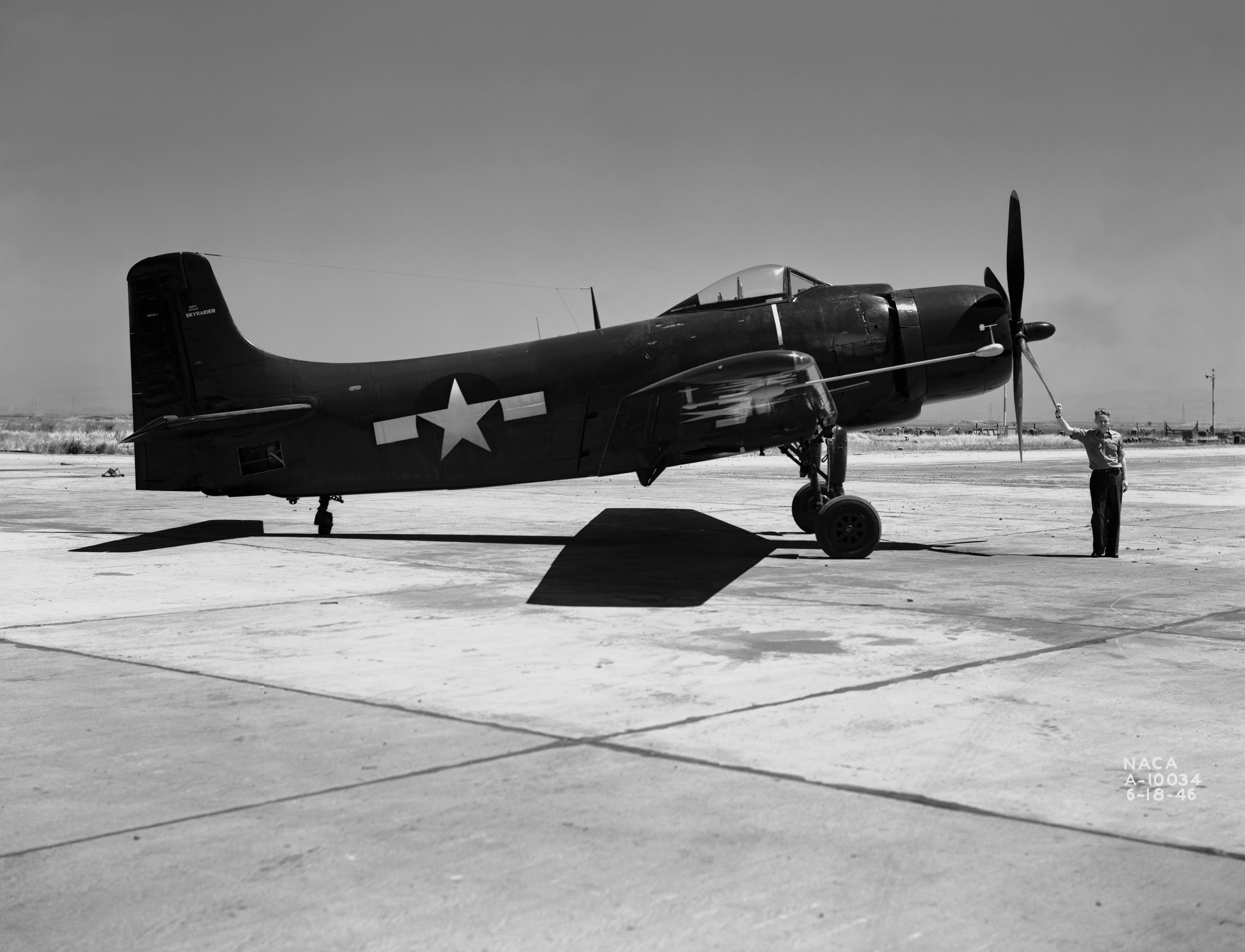
Prototyp XBT2D-1

Zespół Douglasa, którego głównym projektantem był Ed Heinemann, zaprojektował wówczas nowy samolot, o uproszczonej konstrukcji, oznaczony XBT2D-1. Marynarka wyraziła zainteresowanie nowym projektem, zamawiając próbną serię 15 maszyn, zwiększoną następnie do 25 egzemplarzy XBT2D-1, i zlecając dalszy rozwój. Samolot otrzymał początkowo nazwę Dauntless II, nawiązującą do udanego bombowca Douglas SBD Dauntless. Pierwszy prototyp został oblatany 18 marca 1945, wykazując bardzo dobre własności lotne. Był on wówczas największym jednosilnikowym samolotem świata. Napęd samolotu oparto na jednym z najmocniejszych silników tłokowych jakie weszły do produkcji seryjnej – 18 cylindrowym, (podwójna gwiazda) Wright R-3350. Pierwsze prototypy miały silnik gwiazdowy Wright R-3350-8 o mocy startowej 2300 KM, następnych R-3350-24W o mocy 2500 KM. Cechą szczególną było wyposażenie samolotów aż w 15 węzłów do podwieszania uzbrojenia. Uzbrojenie stanowiły ponadto 2 działka 20 mm. Sześć samolotów serii próbnej przebudowano na prototypy wersji specjalistycznych, ukazując duży potencjał konstrukcji samolotu. Marynarka początkowo chciała zakupić 548 egzemplarzy, lecz w związku z zakończeniem wojny liczba ta została zredukowana do 277.
W lutym 1946 samolot przemianowano na Skyraider, a w kwietniu – w związku z rezygnacją z wyróżniania klasy samolotów BT – zmieniono jego oznaczenie na AD (oznaczające pierwszy model samolotu szturmowego – klasy Attack, firmy Douglas). Wiosną 1946 samoloty serii próbnej na pokładzie lotniskowca przeszły badania, które wykazały konieczność wzmocnienia konstrukcji, zwłaszcza podwozia i usterzenia. Po wprowadzeniu zmian samolot skierowano do produkcji.

## Rozwój
Samolot produkowano w siedmiu podstawowych wersjach rozwojowych, od AD-1 do AD-7, różniących się głównie stosowaniem coraz mocniejszych silników i wprowadzaniem ulepszeń do płatowca. Podstawowym modelem wszystkich wersji był jednomiejscowy szturmowiec (z wyjątkiem dwumiejscowego AD-5). Na bazie wersji od AD-1 do AD-5 budowano także dwumiejscowe samoloty walki radioelektronicznej (WRE), oznaczone dodatkową literą Q, wyposażone w radar i specjalistyczne wyposażenie elektroniczne (AD-5Q – czteromiejscowy). Do bardziej powszechnych wersji należały też trzymiejscowe nocne szturmowce wyposażone w radar podwieszany w zasobniku pod skrzydłem, oznaczone literą N. Stanowiska operatorów radaru w samolotach wersji Q i N były schowane w kadłubie, za kabiną pilota, z niewielkimi iluminatorami i drzwiczkami w burtach. Na bazie wersji AD-3 do AD-5 budowano też nieuzbrojone samoloty wczesnego ostrzegania, wyposażone w radar dozoru powietrznego z obrotową anteną w dużej bulwiastej osłonie pod kadłubem oraz „garb” z aparaturą za kabiną pilota, oznaczone literą W. Wersje N i W nie posiadały przy tym bocznych hamulców aerodynamicznych. We wrześniu 1962 w związku z wprowadzeniem unifikowanego systemu oznaczeń, zmieniono oznaczenie samolotów Skyraider z AD na A-1. Poniżej opisano główne wersje, szczegółowy wykaz jest w dalszej części.

### AD-1 – AD-3
Pierwszy seryjny samolot pierwszej wersji AD-1 oblatano 5 listopada 1946. Jej napęd stanowił silnik gwiazdowy Wright R-3350-24W o mocy 2500 KM. Produkowano tę wersję do 1948, budując 242 egzemplarze. Dalsze 35 samolotów zbudowano w dwumiejscowym wariancie walki radioelektronicznej AD-1Q, m.in. z radarem AN/APS-4.
Drugą wersją seryjną była AD-2 z 1948, w której zastosowano m.in. nieco mocniejszy silnik Wright R-3350-26W o mocy 2700 KM i wzmocnione skrzydła. Powiększono też o 56 l kadłubowy zbiornik paliwa. Zbudowano 156 samolotów oraz 21 w dwumiejscowym wariancie walki radioelektronicznej AD-2Q. 
Trzecia wersja AD-3 wprowadziła dalsze niewielkie ulepszenia, dotyczące m.in. podwozia i kabiny pilota. Zbudowano jej 125 samolotów. Oprócz dalszych 23 samolotów walki radioelektronicznej AD-3Q, 31 samolotów zbudowano w nieuzbrojonej wersji wczesnego ostrzegania AD-3W z radarem AN/APS-20. Zbudowano też od września 1949 15 trzymiejscowych nocnych bombowców AD-3N.

### AD-4
Podstawową z wczesnych wersji Skyraidera był AD-4. Przy jego projektowaniu wzięto pod uwagę doświadczenia toczącej się wojny w Korei. Napęd stanowił silnik Wright R-3350-26WA o mocy 2700 KM. Przednia część wiatrochronu została wyposażona w szkło pancerne. Liczbę działek zwiększono do 4. Zbudowano 372 samolotów podstawowej wersji. Główną modyfikacją tej wersji był trzyosobowy nocny bombowiec AD-4N uzbrojony w 2 działka (zbudowano 307), następnie część przebudowana na samolot do zwalczania okrętów podwodnych AD-4S. 100 samolotów wersji AD-4N i 4S przebudowano przez pozbawienie części wyposażenia na zwykłe dzienne szturmowce AD-4NA, z czterema działkami, specjalnie do służby podczas wojny w Korei (od 1962 oznaczone A-1D). Liczną wersją była AD-4B, przystosowana do przenoszenia taktycznej bomby atomowej o mocy 1 Kt (w praktyce jednak nie były testowane z bombami atomowymi). Wersji tej zbudowano 165 samolotów i dalsze 28 przebudowano z AD-4. 168 samolotów zbudowano w wariancie wczesnego ostrzegania AD-4W, wyposażonym w nowszy radar AN/APS-20A, o większych możliwościach niż poprzedni, z tego 50 dostarczono dla lotnictwa morskiego Wielkiej Brytanii, gdzie otrzymały oznaczenie Skyraider AEW.1. Istniał też wariant WRE AD-4Q (zbudowano 39).

### AD-5

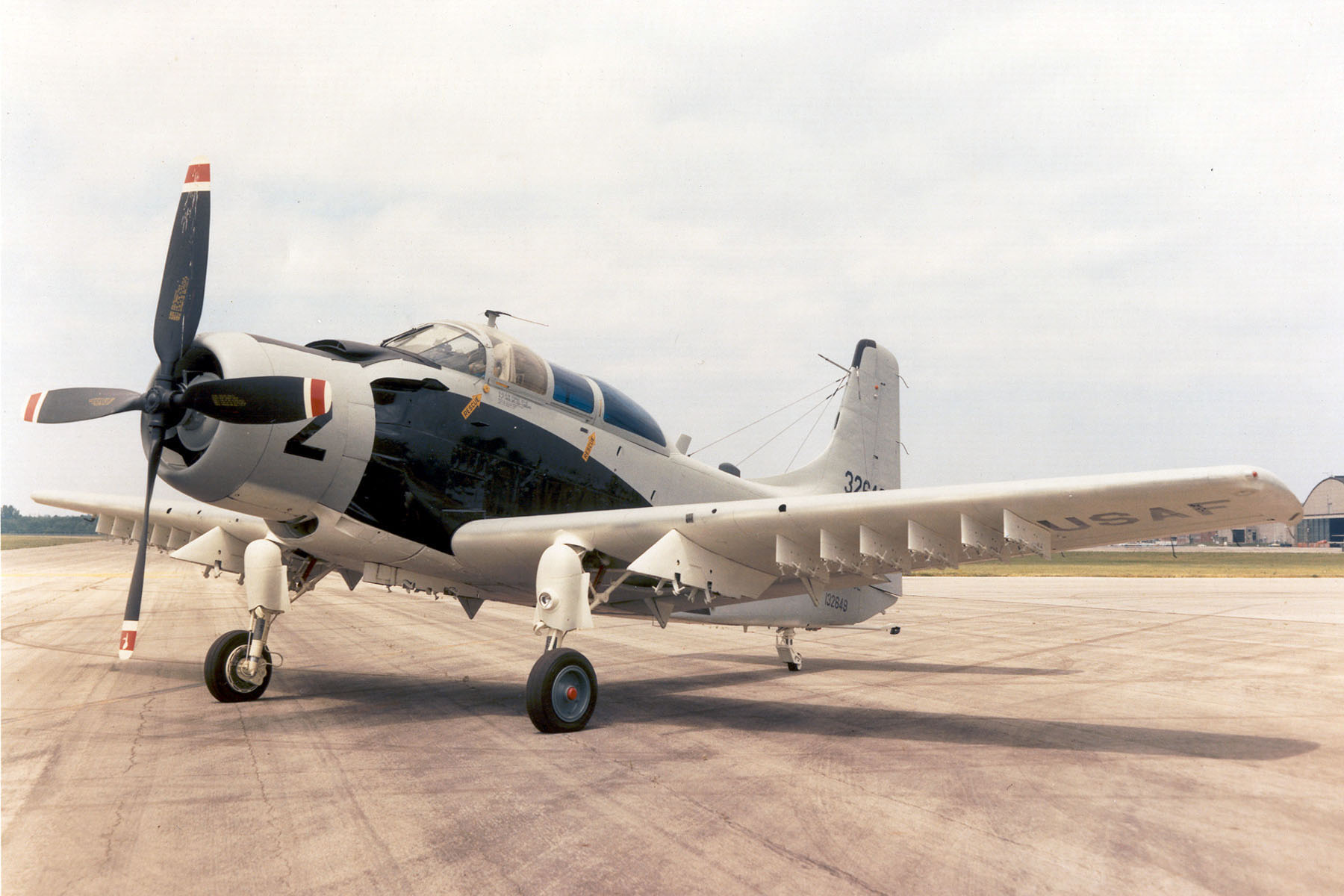
AD-5 (A-1E)

Wersja AD-5 odróżniała się konstrukcją, stanowiąc dwumiejscowy wariant do zwalczania okrętów podwodnych, z miejscami załogi obok siebie pod szeroką i długą osłoną kabiny. Wersja ta miała nieco szerszy w górnej części i dłuższy kadłub, bez bocznych hamulców aerodynamicznych. Uzbrojenie stanowiły 4 działka. Prototyp przebudowany z AD-4 został oblatany 17 sierpnia 1951. Do 1956 roku zbudowano dalszych 212 samolotów tej wersji. Zwykle używano ich jednak w praktyce jako szturmowców. Przy pomocy zestawów przygotowanych przez firmę Douglas można było przebudować tę wersję na samolot sanitarny dla 4 rannych, łącznikowy do transportu ważnych osób lub transportowy do przewozu aż 12 żołnierzy. W 1956 przystosowano część do roli powietrznych tankowców, z podwieszanym zbiornikiem paliwa. W 1962 wersje bojowe AD-5 przemianowano na A-1E, pomocnicze na UA-1E Zbudowano też 239 samolotów w wariancie szturmowym nocnym AD-5N (od 1962: A-1G), wyposażonym w radar podwieszany, z czego 54 przebudowano na wersję walki radioelektronicznej AD-5Q (od 1962 EA-1F). W odróżnieniu od poprzednich, dodatkowi członkowie załogi siedzieli we wspólnej kabinie. Zbudowano też liczną wersję wczesnego ostrzegania AD-5W (239 samolotów, od 1962 EA-1E).

### A-1H i A-1J

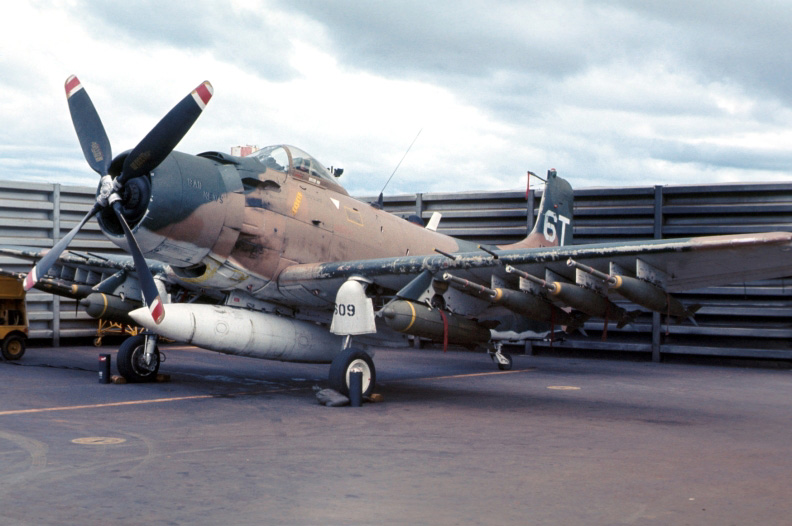
Skyraider jednej z późnych wersji

Produkowana równolegle z AD-5 najliczniejsza wersja AD-6 była ponownie jednomiejscowym szturmowcem opartym na AD-4B, lecz ulepszenia poszły w kierunku zwiększenia odporności samolotu na środki obrony przeciwlotniczej i zwiększenia skuteczności ataków na małych wysokościach. Kabina i zbiorniki paliwa otrzymały nakładane opancerzenie z płyt 15 mm, a część instalacji silnika zdublowano. Zbudowano tej wersji 713 sztuk. Od 1962 otrzymała oznaczenie A-1H.
Ostatnia wersja szturmowa AD-7, ze wzmocnionym skrzydłem i podwoziem dla zapewnienia większej odporności na eksploatację z lotnisk polowych, była wyposażona w fotel wyrzucany pilota. Zastosowano nowy silnik R-3350-26WB o mocy 2700 KM. Zbudowano 72 samoloty. Od 1962 otrzymała oznaczenie A-1J. Łącznie do zakończenia produkcji 18 lutego 1957 zbudowano 3180 Skyraiderów wszystkich wersji. 

## Lista wersji
Pogrubione są warianty seryjne, nowo zbudowane (nie powstałe z innych)
- XBT2D-1 – jednomiejscowy prototyp torpedowego bombowca nurkującego (zbudowano 25)
- XBT2D-1N – prototyp trzymiejscowego nocnego bombowca (przebudowano 2)
- XBT2D-1P – prototyp wersji rozpoznawczej (przebudowano 1)
- XBT2D-1Q – prototyp dwumiejscowego samolotu walki radioelektronicznej (WRE) (przebudowano 1)
- AD-1 – jednomiejscowy szturmowiec (zbudowano 242)
- AD-1Q – dwumiejscowy wariant WRE (zbudowano 35)
- XAD-1W – prototyp trzymiejscowego samolotu wczesnego ostrzegania (przebudowano 1)
- XAD-2 – prototyp ulepszonej wersji szturmowej AD-2 (przebudowano 1)
- AD-2 – jednomiejscowy szturmowiec z silnikiem R-3350-26W o mocy 2700 KM (zbudowano 156)
- AD-2D – nieoficjalne oznaczenie bezpilotowych AD-2 używanych do zbierania materiałów radioaktywnych po próbnych wybuchach jądrowych.
- AD-2Q – dwumiejscowa wersja WRE (zbudowano 21).
- AD-2QU – AD-2Q przystosowany ponadto do holowania celów powietrznych, zbudowano 1.
- AD-3 – początkowo przewidywane oznaczenie wersji turbośmigłowej A2D
- AD-3 – jednomiejscowy szturmowiec o ulepszonej konstrukcji (zbudowano 125)
- AD-3N – trzymiejscowy bombowiec nocny (zbudowano 15)
- AD-3Q – dwumiejscowy wariant WRE oraz do holowania celów (zbudowano 23)
- AD-3W – trzyosobowy samolot wczesnego ostrzegania (zbudowano 31)
- AD-3E – samolot wykrywania okrętów podwodnych (przebudowano 2 prototypy z AD-3W)
- AD-3S – samolot zwalczania okrętów podwodnych (przebudowano 2 prototypy z AD-3N)
- AD-4 – jednomiejscowy szturmowiec uzbrojony w 4 działka 20 mm (zbudowano 372)
- AD-4B – jednomiejscowy bombowiec taktyczny przystosowany do przenoszenia broni nuklearnej, 4 działka 20 mm (zbudowano 165 i przebudowano 28)
- AD-4N – trzymiejscowy bombowiec nocny, 2 działka 20 mm (zbudowano 307)
- A-1D – samoloty AD-4N przebudowane na dzienne szturmowce, 4 działka 20 mm (przebudowano 100)
- AD-4NL – samoloty AD-4N przystosowane do operacji zimowych, 4 działka 20 mm (przebudowano 36)
- AD-4S – samolot zwalczania okrętów podwodnych – przebudowane z AD-4N
- AD-4Q – dwumiejscowy wariant WRE (zbudowano 39)
- AD-4W – trzymiejscowy samolot wczesnego ostrzegania (zbudowano 168)
- Skyraider AEW. Mk 1 (AEW.1) – oznaczenie 50 AD-4W w służbie brytyjskiej.
- A-1E – dwumiejscowa wersja zwalczania okrętów podwodnych i szturmowa (zbudowano 212)
- A-1G – czteromiejscowy bombowiec nocny (zbudowano 239)
- EA-1F – czteromiejscowy wariant WRE (przebudowano 54 z AD-5N)
- AD-5S – prototyp samolotu wykrywania okrętów podwodnych, z detektorem anomalii magnetycznych (przebudowano 1 z AD-5N)
- EA-1E – czteromiejscowy samolot wczesnego ostrzegania (zbudowano 239)
- A-1H – jednomiejscowy szturmowiec z częściowym opancerzeniem (zbudowano 713)
- A-1J – jednomiejscowy szturmowiec ze wzmocnieniami konstrukcji (zbudowano 72)
- UA-1E – pomocnicze warianty transportowe AD-5.

## Służba
Pierwsze Skyraidery weszły na wyposażenie jednostki szkolnej VA-19A w grudniu 1946. Na wyposażenie pierwszych bojowych eskadr VA-3B i VA-4B lotniskowca USS Franklin D. Roosevelt weszły w kwietniu 1947. Od kwietnia 1948 zaczęła wchodzić wersja AD-2. W 1950 Skyraidery tworzyły 12 eskadr szturmowych lotnictwa Marynarki Wojennej USA, 2 eskadry nocnych szturmowców AD-4N i 2 eskadry wczesnego ostrzegania AD-3W. 

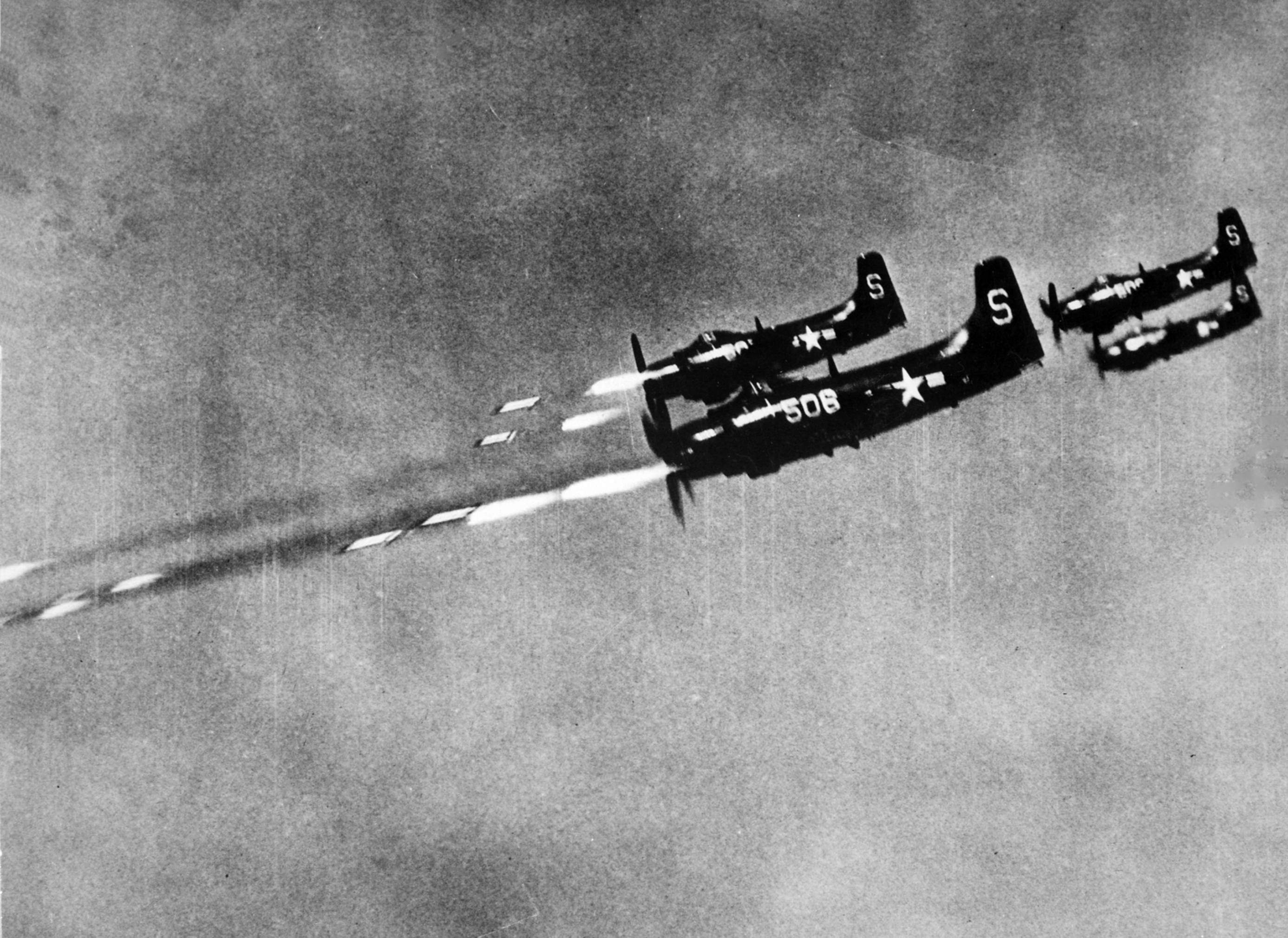
AD-4 z lotniskowca USS „Valley Forge” atakują niekierowanymi rakietami, październik 1950

Pierwszym konfliktem, w którym Skyraidery wzięły udział, była wojna koreańska. Wśród pierwszych jednostek amerykańskich skierowanych w rejon konfliktu dla wsparcia sił południowokoreańskich był lotniskowiec USS „Valley Forge” (CV-45), z eskadrą VA-55 Skyraiderów AD-4 na pokładzie. Weszły one do akcji 3 lipca 1950, atakując lotnisko w Pjongjangu. 4 lipca w wypadku podczas lądowania na pokładzie lotniskowca spłonęły 3 samoloty, co było pierwszą stratą lotnictwa morskiego w wojnie w Korei. Następnie na teren działań przybyły także AD-4 z eskadry VA-115 lotniskowca USS „Philippine Sea” (CV-47), a następnie dalsze eskadry lotnictwa marynarki, działające z lotniskowców i lotnictwa USMC z baz naziemnych (pierwsza eskadra AD-3 VMA-121 w październiku 1951). Samoloty te wspierały wojska naziemne i zwalczały komunikację przeciwnika, głównie kolejową, także w nocy, przy użyciu nocnych szturmowców. Pod koniec października brały udział w bombardowaniu mostów na granicznej między Chinami a Koreą Północną rzece Yalu Jiang, w celu niedopuszczenia przedostawania się chińskich oddziałów. Akcja zakończyła się częściowym powodzeniem – zniszczono 3 mosty i uszkodzono 3 z 6, ale nie przyniosła oczekiwanych rezultatów. W dalszych działaniach wiosną 1951 Skyraidery szczególnie odznaczyły się w niszczeniu mostów na terenie wroga, przy silnym przeciwdziałaniu artylerii przeciwlotniczej. 24 października 1951 na skutek działań wywiadu, Skyraidery dokonały nalotu na spotkanie północnokoreańskich oficerów politycznych, zabijając ponad 500. Zdarzały się też Skyraiderom tak nietypowe zadania, jak uszkodzenie torpedami Mark XIII śluz zapory Hwacheon w maju 1951, celem niedopuszczenia do taktycznego spustu dużej masy wody przez wojska koreańskie i chińskie. W 1952 samoloty atakowały także elektrownie i przemysł Północnej Korei. Podczas wojny utracono z przyczyn bojowych 124 samoloty AD lotnictwa Marynarki i Marines, przede wszystkim od ognia przeciwlotniczego, ponadto znaczną liczbę samolotów utracono na skutek strat niebojowych. Po zawieszeniu broni w Korei (1953), produkcja Skyraiderów była kontynuowana. Największa ilość była w służbie w 1955 – 29 eskadr lotnictwa US Navy i 13 USMC. 

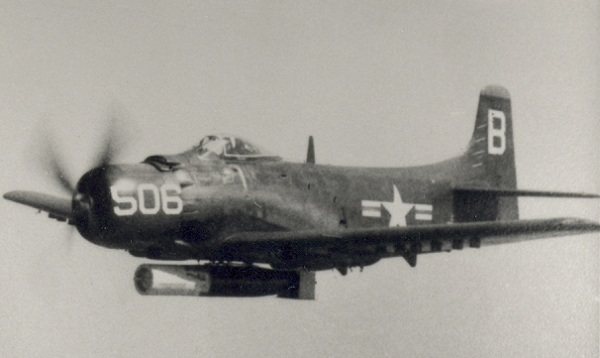
Uzbrojony w torpedę Mark XIII AS-4 Skyraider w drodze do zapory Hwachon 1 maja 1951 roku. Przy dużych rozmiarach Skyraidera torpeda wydaje się bardzo mała.

Istotną rolę w działaniach lotnictwa morskiego spełniały Skyraidery wersji W. Przykładem ich przydatności była m.in. walka 18 listopada 1952, kiedy dzięki wczesnemu wykryciu formacji 8 MiG-15 zbliżających się do amerykańskiego zespołu, przez samolot AD-4W, zostały one zaskoczone przez myśliwce Grumman F9F Panther eskadry VF-781, które zestrzeliły 2 i uszkodziły trzeci. W służbie amerykańskiej Skyraidery wczesnego ostrzegania zostały zastąpione przez dwusilnikowe Grumman E-1 Tracer. 

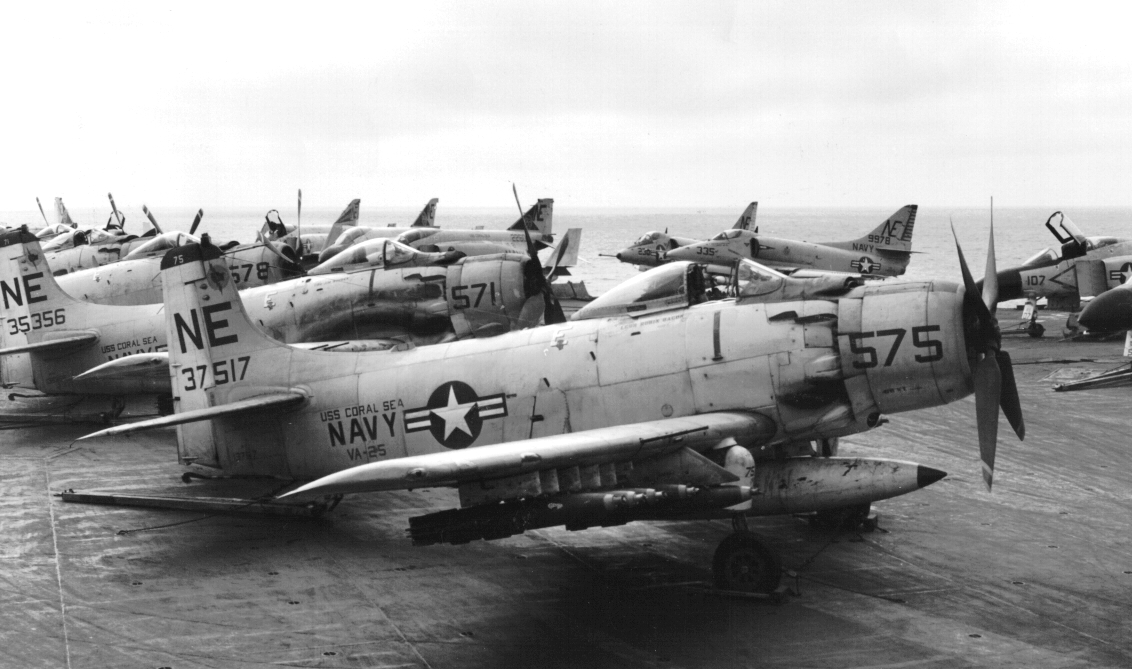
AD-6 Skyraidery na pokładzie lotniskowca USS Coral Sea (CV-43)

Mimo rozpoczęcia zastępowania przez odrzutowce A-4 Skyhawk i A-6 Intruder Skyraidery wciąż były w linii w chwili rozpoczęcia przez USA aktywnego udziału w wojnie wietnamskiej. Skyraidery z eskadr VA-52 i VA-145 z lotniskowców USS „Ticonderoga” i USS „Constellation” oficjalnie weszły do akcji przeciw Wietnamowi Północnemu podczas amerykańskiego nalotu odwetowego po incydencie w Zatoce Tonkińskiej w sierpniu 1964; jeden został podczas tej pierwszej akcji zestrzelony, drugi uszkodzony. Przez następny rok samoloty te głównie używane były do prób przerwania komunikacji Vietcongu w Wietnamie i Laosie, co było utrudnione w stosunku do wojny w Korei z powodu nieregularnego charakteru tej komunikacji. Skyraider wykazał natomiast swoje zalety nad samolotami odrzutowymi jako samolot eskortujący śmigłowce transportowe, precyzyjnie atakujący środki obrony przeciwlotniczej, na co pozwalała mu duża długotrwałość lotu i własności lotne na małych prędkościach. Skyraidery brały też udział w osłonie misji ratunkowych dla zestrzelonych załóg. Przynajmniej dwukrotnie udało im się w korzystnych okolicznościach zestrzelić odrzutowe myśliwce MiG-17: 20 czerwca 1965 i 9 października 1966. Do 1968 jednak Skyraidery zostały zastąpione przez odrzutowe A-37 Dragonfly i A-7 Corsair. Ostatni lot bojowy Skyraidera eskadry VA-25 z „Coral Sea” (CV-43) miał miejsce 20 lutego 1968. Do grudnia 1968 jednakże używane były nad Wietnamem wersje walki radioelektronicznej EA-1F. W 1972 natomiast ostatnie Skyraidery wycofano z lotnictwa US Navy.
W październiku 1965 r. dla uczczenia zrzutu 6 mln funtów bomb, rakiet i innego uzbrojenia podwieszanego, członkowie 25. Eskadry Szturmowej (VF-25) przygotowali nietypową „bombę”: jeden z członków eskadry przemycił przeznaczoną do wyrzucenia uszkodzoną muszlę klozetową, a następnie przygotował dla niej ramę składającą się z podwieszeń, zapalnika i stabilizatorów. Bombę podwieszono pod skrzydło samolotu A-1H o nazwie własnej „Paper Tiger II” (nr 572). Dla ukrycia bomby załoga zasłaniała prawe skrzydło samolotu do ostatniej chwili. Kiedy samolot wystartował, z mostka dobiegł komunikat: Co do pioruna wisiało pod skrzydłem 572-go?. Bomba została zrzucona na cel wraz z pozostałym ładunkiem, przy czym w trakcie zrzutu zawirowania powietrzne wokół samolotu o mało nie spowodowały jej kolizji ze skrzydłem. Kmdr. por. Clarence J. Stoddard, który przewiózł „bombę”, zginął w 1966 zestrzelony przez obronę przeciwlotniczą.
Wzrastające zaangażowanie USA w Wietnamie spowodowało także zainteresowanie Skyraiderem jako samolotem bezpośredniego wsparcia oddziałów, ze strony Sił Powietrznych USA (USAF). W 1962 przetestowano kilka samolotów w tej roli, po czym USAF zdecydowały zakupić od Marynarki 150 A-1E. Zmodyfikowano jej przez dodanie drugiego kompletu przyrządów sterowania, dla szkolenia pilotów. Pierwsze Skyraidery do USAF zostały dostarczone w kwietniu 1963. W 1964 wysłano jej do bazy Biên Hoà w Wietnamie. Następnie USAF zakupiły także wersję A-1H. Samoloty USAF latały początkowo z południowowietnamskimi obserwatorami, odpowiedzialnymi za wyznaczanie celów. W miarę rosnącego zaangażowania USA, używano ich do jednoosobowych misji szturmowych. W przeciwieństwie do Marynarki, USAF używały Skyraiderów do końca konfliktu. Ostatnia misja ratunkowa Skyraidera miała miejsce 7 listopada 1972. 

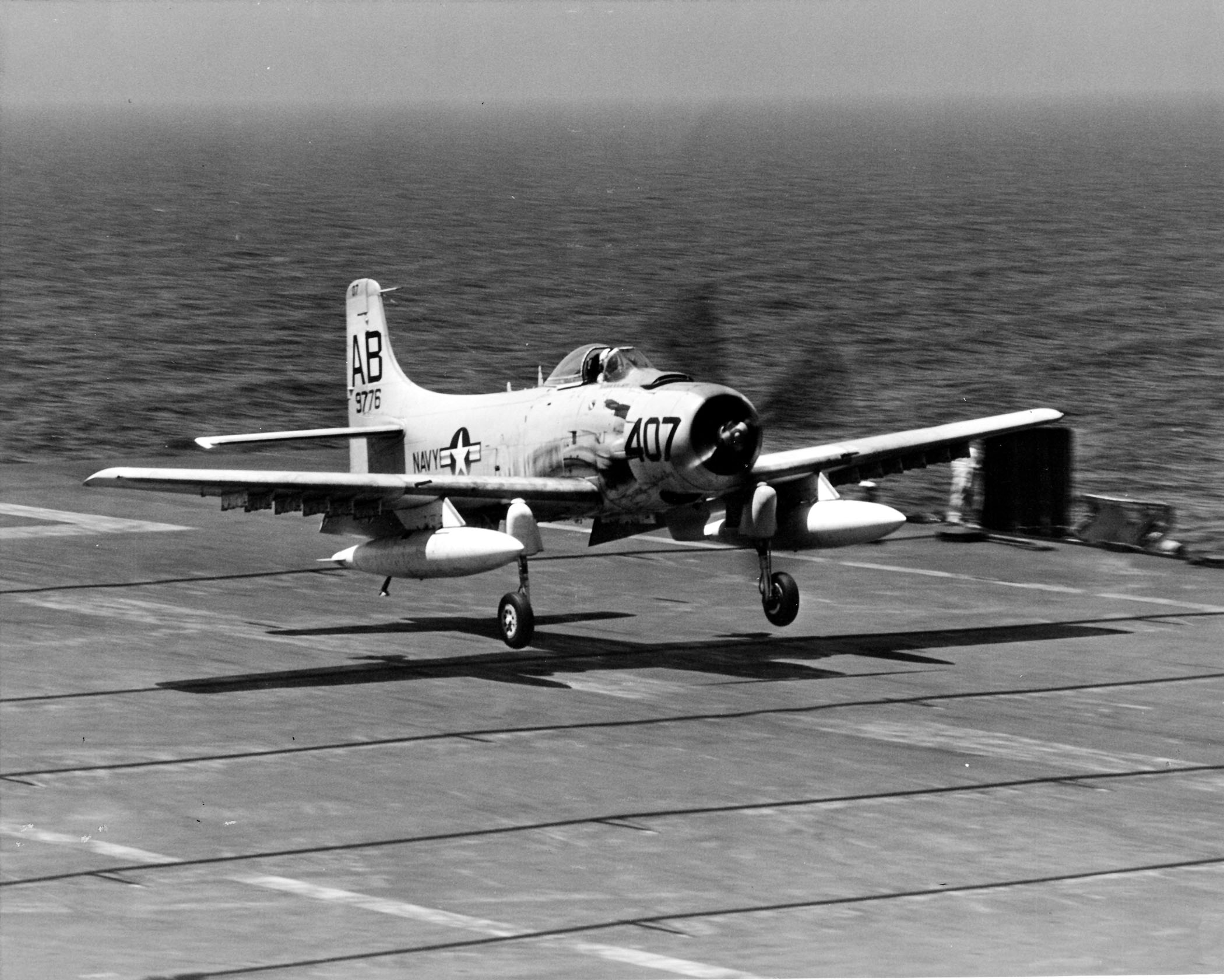
Lądujący Skyraider US Navy, okres wojny wietnamskiej

Podczas wojny w Wietnamie Skyraidery były używane także przez lotnictwo Wietnamu Południowego. Pierwsze 24 maszyny AD-6 przekazano Wietnamowi już we wrześniu 1960; początkowo latali na nich częściowo amerykańscy instruktorzy. Od końca lat 60., na skutek dążenia do „wietnamizacji” wojny, US Navy przekazywała Wietnamowi Południowemu wycofywane samoloty, na skutek czego Skyraider stał się najliczniejszym samolotem lotnictwa południowowietnamskiego, będąc na wyposażeniu 8 eskadr. Używano ich do upadku Sajgonu w kwietniu 1975. 
Już w 1959 Francja zakupiła 40 AD-4NA i 53 AD-4N z nadwyżek US Navy. AD-4N następnie doprowadzono do standardu AD-4NA. Od 1960 samoloty wprowadzono na wyposażenie 20. Dywizjonu (20 Escadre) Armee de l'Air. Używano ich podczas wojny w Algierii, przeciw powstańcom. Po uzyskaniu przez Algierię niepodległości, dywizjon w 1963 przeorganizowano i eskadrę I/21 używano we francuskiej Somalii, a eskadrę II/21 na Madagaskarze. W latach 60. używano ich do tłumienia powstań antyrządowych w Czadzie. Francuskich Skyraiderów używano do wczesnych lat 70.
Od 1965 Kambodża kupiła 15 francuskich AD-4NA. Od 1970, po wciągnięciu Kambodży do wojny wietnamskiej, Skyraidery używane były przeciw Vietcongowi i siłom północnowietnamskim. 
W służbie brytyjskiego lotnictwa marynarki (Fleet Air Arm), Skyraidery AEW.1 weszły do służby w 1951, w składzie szkolnego 778. dywizjonu FAA i dywizjonu 849. FAA, którego cztery eskadry używane były na poszczególnych lotniskowcach. Skyraidery z lotniskowca HMS Bulwark wykonywały loty operacyjne podczas kryzysu sueskiego w listopadzie 1956. W latach 1960–62 zostały zastąpione przez Fairey Gannet AEW.3. 12 brytyjskich Skyraiderów AEW.1 po zdemontowaniu wyposażenia zostały sprzedane do Szwecji, gdzie do lat 70. służyły do holowania celów latających w spółce wykonującej usługi na rzecz wojska. 
Skyraidery używane były też przez Republikę Środkowoafrykańską i Gabon.

## Konstrukcja

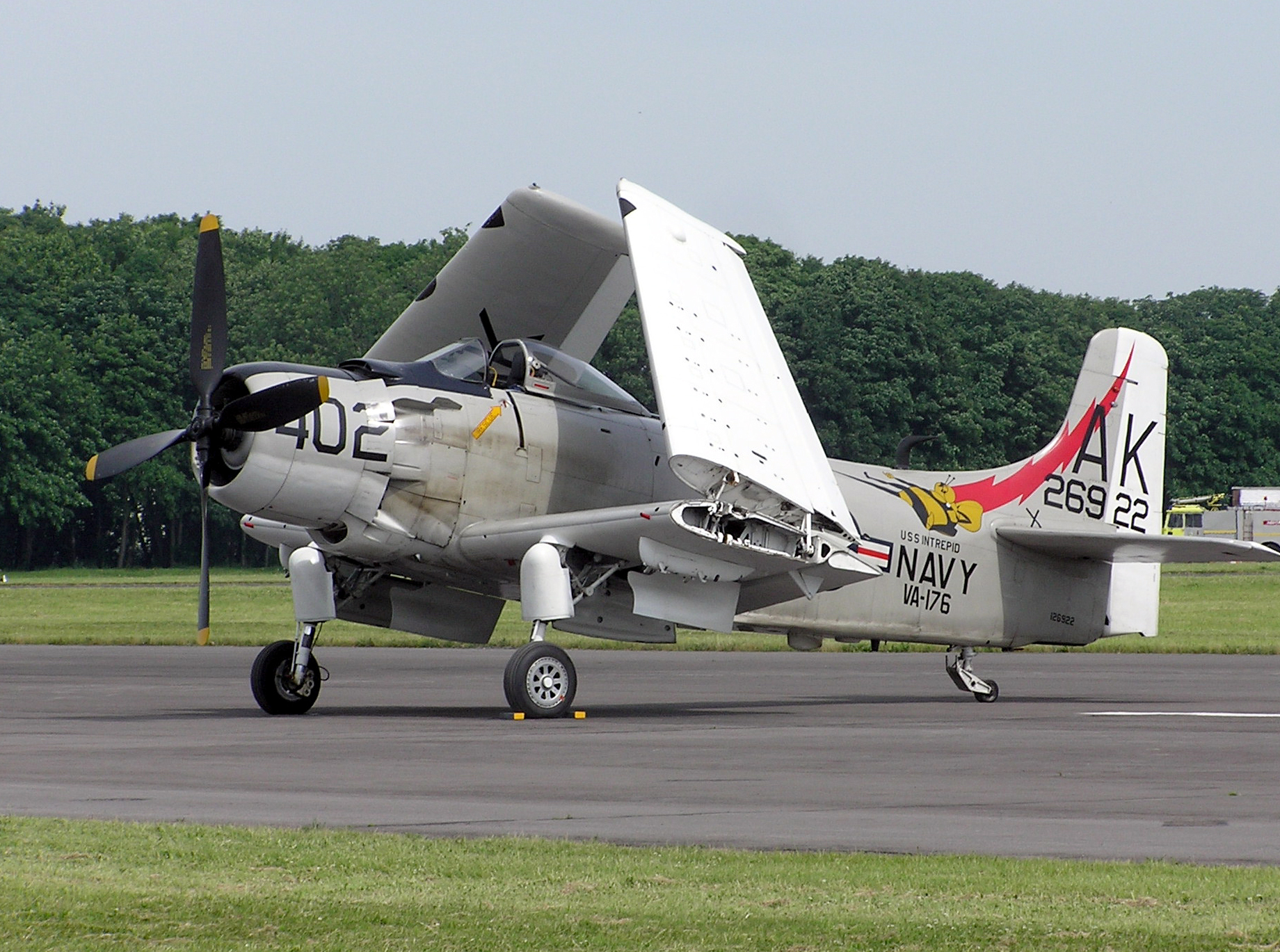
A-1H ze złożonymi skrzydłami

Całkowicie metalowy dolnopłat konstrukcji skorupowej. Skrzydła proste, trapezowe, składające się z trzech sekcji: centropłata i dwóch części zewnętrznych, składanych hydraulicznie do hangarowania, do góry. Usterzenie klasyczne pojedyncze (w wersjach W, z dwoma małymi dodatkowymi statecznikami pionowymi na stateczniku poziomym). Z przodu kadłuba silnik gwiazdowy napędzający śmigło ciągnące o średnicy 4100 mm. Za nim w środkowej sekcji kabina pilota, blisko nosa samolotu, nakryta kroplową osłoną, odsuwaną do tyłu, ze stałym wiatrochronem z przednią szybą pancerną. Tuż za miejscem pilota był kadłubowy zbiornik paliwa. W długiej ogonowej części kadłuba, za kabiną pilota i zbiornikiem znajdowała się w wersjach specjalnych (Q, N, W) kabina operatora lub operatorów radaru, z niewielkimi iluminatorami po bokach i drzwiczkami w prawej (wersje Q) lub obu burtach (wersje N, W). W wersji AD-5, dwu- lub czteroosobowa załoga w długiej kabinie pod wspólną przeszkloną wieloczęściową osłoną. W większości wersji po bokach i na spodzie kadłuba, za skrzydłem, hamulce aerodynamiczne w postaci otwieranych hydraulicznie klap (dolny hamulec we wszystkich wersjach). Podwozie samolotu klasyczne, chowane, z kółkiem ogonowym; podwozie główne chowane do tyłu do skrzydeł po obrocie o 90°. Hak do lądowania pod usterzeniem.
Paliwo znajdowało się w zbiorniku kadłubowym pojemności 1135 l i dwóch w centropłacie po 568 l. Można było przenosić trzy dodatkowe podwieszane zbiorniki paliwa po 1438 l. Istniała możliwość awaryjnego zrzutu paliwa. 
Uzbrojenie stałe stanowiły 2 lub 4 działka M2 kalibru 20 mm w skrzydłach. Uzbrojenie podwieszane w postaci bomb, niekierowanych pocisków rakietowych (pojedynczych i w wieloprowadnicowych wyrzutniach), torped, zasobników strzeleckich, zasobników zapalających itp. można było przenosić na 15 węzłach podwieszenia. Trzy węzły były główne – jeden pod kadłubem i 2 pod centropłatem, a 12 pod zewnętrznymi częściami skrzydeł, o mniejszym udźwigu. Maksymalnie można było przenosić 3 bomby o masie 908 kg oraz kilka mniejszego wagomiaru. Maksymalna masa uzbrojenia: 4500 kg dla operowania z lotnisk, 2970 kg dla operowania z lotniskowców. Niektóre wersje przenosiły radar AN/APS-4 w podwieszanym zasobniku (głównie Q i N).